# Couvent des Capucins de Céret
 (février 2021).
- Si vous ne connaissez pas le sujet, laissez ce bandeau (vous pouvez alors contacter les auteurs).
- Si vous supprimez le contenu mis en cause (vous pouvez préalablement contacter les auteurs),

argumentez précisément cette suppression dans la page de discussion
(un manque de référence n'est pas un argument ; une recherche réelle de référence doit avoir été effectuée, être formellement documentée).
Pour les articles homonymes, voir Couvent des Capucins.
Le couvent des Capucins  est le vestige d'un ancien bâtiment religieux situé à Céret (Pyrénées-Orientales). Le lieu est réputé avoir abrité temporairement la conférence de Céret du traité des Pyrénées (1659). Après l'abandon de sa fonction religieuse en 1881, le site devient la propriété de Frank Burty Haviland où il résida quelques années, en y réalisant de profondes démolitions et transformations, entre 1913 et 1927. Ce site a servi de sujet à de nombreux peintres du XXe siècle, à partir de cette époque. Depuis, la chapelle et son chevet campanile sont avec l'enceinte et le Mas Aliot, bâtiment rural d'origine antérieure, les seuls vestiges encore debout de l'ancien couvent.

## Situation
Le site de l'ancien couvent des Capucins se trouve sur un léger plateau dominant le quartier sud-est de Céret. On y accède par la rue des Capucins, qui monte au-dessus du stade Louis Fondecave.

## Histoire

### Jusqu'à la Révolution
Le couvent des Capucins est fondé en 1581, alors que l'Espagne, et en particulier la principauté de Catalogne, sont gagnés par une politique d'expansion rapide des couvents. La première implantation en Espagne de l'ordre des Capucins a lieu en août 1578 à Sarrià (Barcelone) et les chantiers se succèdent rapidement : le couvent de Céret est construit en 1581, après ceux de Perpignan et de Gérone (1580) et avant ceux de Figueras et de Prades (1584) pour les implantations les plus proches de Céret.
Les consuls représentants la communauté de Céret avec l'agrément de son seigneur, ont acquis la métairie Aliot, composée d'un mas et de ses terrains, où le couvent a été édifié en se greffant à l'ancien mas encore repérable dans l'angle sud-ouest des bâtiments, à la demande du clergé et des Céretans, sous condition qu'il soit sous l'invocation de Notre Dame des Anges, justifiée par l'aide d'un sixième de son prix versé sous l'autorité du gouverneur de la province.
Ses occupants assistaient à tous les offices de l'église paroissiale et devaient également prêcher pour l'Avent et le Carême. Toutefois, malgré un engagement pris en 1589 de détacher un maître de grammaire et un précepteur pour les enfants contre nourriture, les maîtres ne furent jamais fournis,.
La chapelle est dédiée au Saint-Esprit lors de sa consécration en 1618, cérémonie permettant de dater son achèvement et donc son style architectural initial.
Durant une première épidémie de peste en 1631, les Capucins s'illustrèrent par leur dévouement auprès de la population, tout comme lors d'une seconde épidémie de peste de 1651 à 1654 se cumulant avec un manque de blé, nécessitant la distribution de l'aumône aux pauvres demandée par le conseil général de cette époque. À cause de l'épidémie de peste récurrente, ils permettaient aux Cérétans l'accès de l'oratoire vieux, petit édicule annexe (ou antérieur?) à la chapelle du couvent, dont les restes architecturaux pourraient expliquer l'existence d'un vieux mur en cul de four et partiellement en ruine, au dos de l'ancien calvaire entre les 2 cyprès plus que centenaires caractérisant le site, et correspondant donc à l'abside de ce petit oratoire, presque en face de ce qui pourrait être la façade ouest de l'ancien mas Aliot. Sa présence hors des remparts de Céret, laissait les Cérétans y prier pour leurs défunts, l'église paroissiale devenue interdite pour raison sanitaire,,.
Lors de la guerre des faucheurs, le pacte de Céret, un traité d'alliance entre le roi de France et le conseil des Cent est signé le 15 août 1640 au couvent des capucins — alors sous administration de la principauté de Catalogne — pour que la France appuie la révolte des catalans contre l'Espagne. La France revendique la Catalogne et le pacte entraine l'ouverture d'un nouveau front dans la guerre qui oppose les deux pays.
Cette même année 1640 l'installation du couvent des Carmes à Céret engendre un conflit avec les Capucins: 2 ordres mendiants ne sont pas admis dans la même ville. Il s'ensuit plusieurs procès jusqu'en 1703, gagnés par les Capucins, mais sans application de la sentence en raison du service rendu par les Carmes auprès des malades et des enfants dans leur enseignement. Le point final de cette rivalité ne trouva sa résolution que par la destruction des 2 couvents pendant la Révolution Française.[réf. nécessaire]
À la suite de la signature du traité des Pyrénées le 7 novembre 1659 dans l'île des Faisans sur la Bidassoa, une série de pourparlers s'ouvre officiellement à Céret du 22 mars au 13 avril 1660, sous le nom de Conférence de Céret pour fixer les grandes lignes du tracé de la frontière franco-espagnole, notamment le long et au sud du Conflent et du Vallespir. Bien qu'aucun écrit officiel ne précise rigoureusement la localisation de la Conférence de Céret dans la ville ou ses abords (bâtiment privé, institutionnel ou religieux), le couvent est cependant réputé pour avoir hébergé les plénipotentiaires français puis cette conférence préparant notamment les dispositions de l'article 42 du traité des Pyrénées, dans le chœur de la chapelle, à partir du 27 mars 1660, après la guérison de Vallgornera résidant jusqu'alors dans la maison de Sebastià Ribes, place de la fontaine des Neuf Jets, lieu des premières discussions, selon la plupart des historiens,,. Le couvent des Capucins dépend alors de l'administration française.
Dix capucins occupent le couvent en 1723, pour ne plus être que trois de 1768 à la Révolution.[réf. nécessaire]

### Période révolutionnaire
Bien d'Église avant la Révolution française, le couvent est nationalisé par décret du 2 novembre 1789. L'expulsion des moines se concrétise en mars 1791. Jean Delcros y Costa soumissionne dès le 21 mars 1791 pour l'acquisition des bâtisses et de l'enclos du couvent, prenant effet le 14 mai 1791, par le versement d'un acompte, puis du solde sur 12 ans, selon les décrets en vigueur. Celui-ci est membre d'une famille de notables et propriétaires importants à Céret, contre-révolutionnaires proches du clergé, et parent avec Joseph Delcros, directeur de la Monnaie à Perpignan, connu comme chasseur de biens nationaux. Toujours selon la loi du 2 novembre 1789, tout le mobilier du couvent des capucins de Céret a été saisi, inventorié et mis en dépôt. Cette nouvelle situation induit la destruction du couvent résolvant définitivement sa rivalité avec le couvent des Carmélites, depuis son installation.
En raison de mauvaises récoltes en 1791,les bâtiments conventuels sont réquisitionnés en 1792 par l'Administration de la guerre pour servir durablement de grenier et d'entrepôts.
Comme l'ermitage Saint-Ferréol, le couvent des Capucins eut à subir l'acharnement des troupes révolutionnaires visant sa démolition, pendant la défaite de Céret, lors de la bataille du Boulou, le 1er mai 1794, et ce, malgré l'attachement du général Luis Firmin De Carvajal, comte de La Union et Jésuite, pour ces ordres religieux et la sauvegarde de leurs couvents durant toute l'année de l'occupation Espagnole à Céret.[réf. nécessaire]
Le 11 décembre 1794, un arrêté de l'an 3 de la République fait figurer le Couvent des Capucins de Céret pour quelques années, dans le tableau général des hospices de l'armée des Pyrénées orientales, couvent dont la capacité est de 150 convalescents vraisemblablement estropiés ou en fin de vie, avec pour observation "excellent air".
Une décennie plus tard, le couvent se trouve en très mauvais état, ses portes et fenêtres sont volées, l'ouvrant tout au pillage. Son propriétaire Delcros décide donc d'en faire cession à la commune de Céret le 21 janvier 1805, pour y créer une école secondaire. Mais les bâtisses sont si délabrées que la commune installe l'école ailleurs. Le propriétaire demande donc leur restitution que la municipalité lui accorda le 7 juin 1811, sous condition de son renoncement à tout remboursement d'avance.
En 1808, les retables du couvent des Capucins dédiés à saint Joseph avec saint Jean-Baptiste et saint Jacques, et celui de saint Antoine du désert avec saint Jean apôtre et sainte Pétronille, ont été donnés à l'église paroissiale saint Pierre de Céret, et placés comme autels latéraux, de part et d'autre du chœur. Les statues de saint François d'Assise et saint Antoine de Padoue furent également attribuées plus tard à la paroisse par la famille Delcros. Dans un état remarquable, elles président la chapelle et le retable dédié à Notre Dame des Délaissés et à saint Ferréol, à gauche en entrant dans l'église.[réf. nécessaire]

### Retour épisodique des Capucins

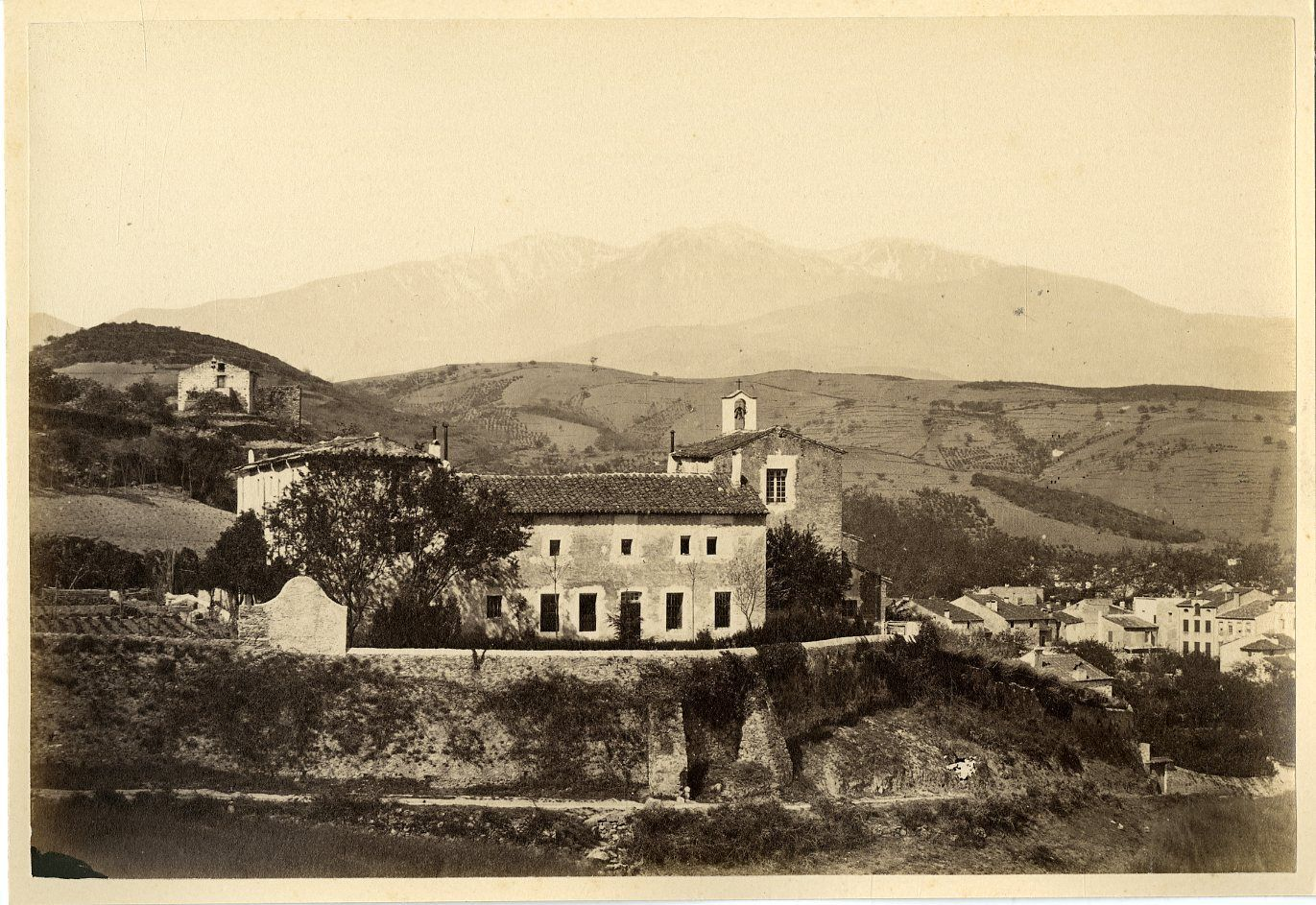
Couvent des Capucins. Vue Est en 1880, peu avant le départ des moines.

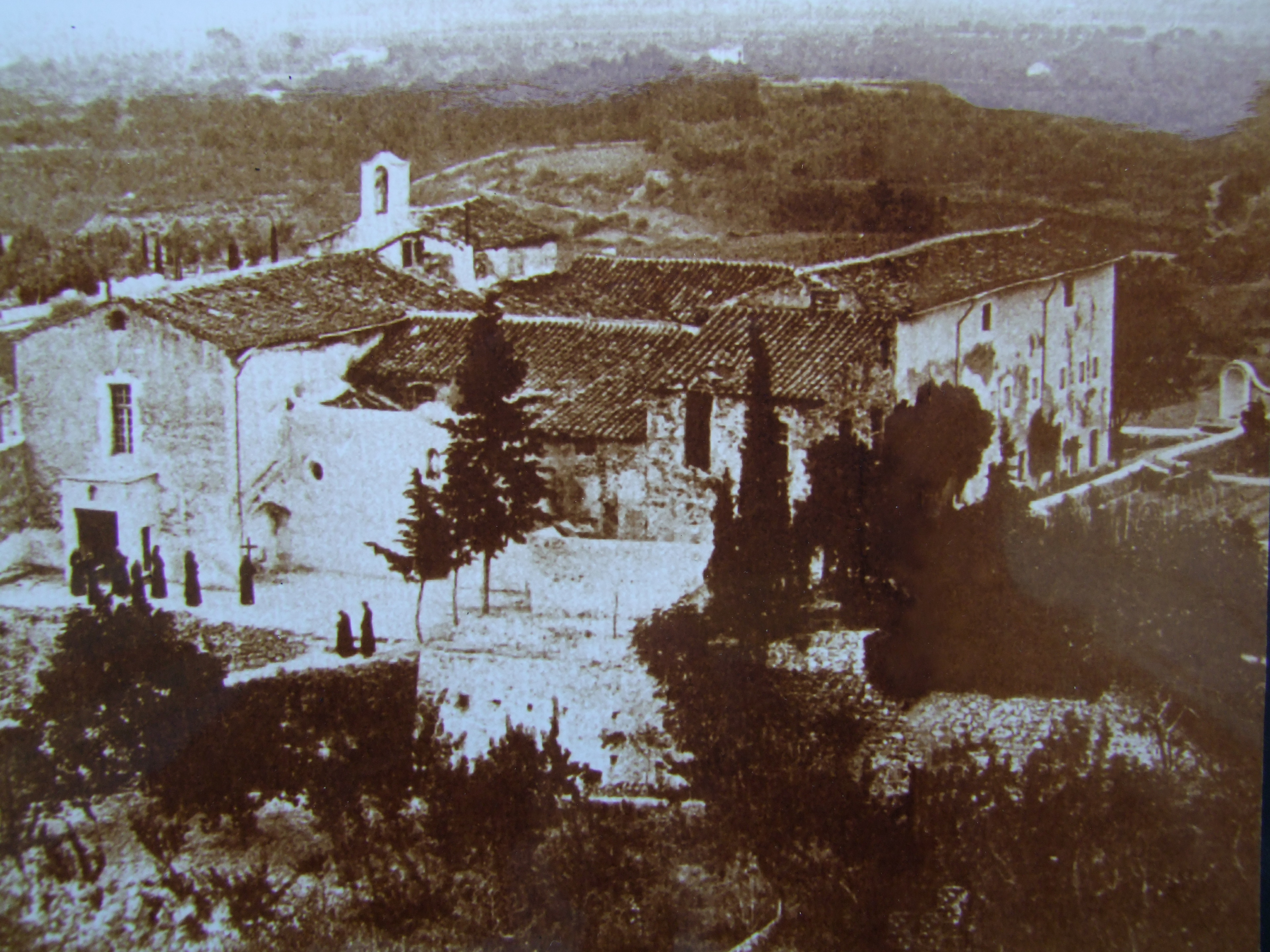
Vue sud-ouest du couvent vers 1880. Procession des derniers Capucins, avant leur expulsion.

Après plus d'un demi-siècle, domaine sans affectation religieuse et exploité en tant que mas agricole depuis 1811, la famille Delcros y accueille brièvement quelques moines réfugiés d'Espagne en raison de troubles politiques, durant l'hiver 1822 - 1823, comme rapporté dans le Journal des Pyrénées-Orientales conservé aux archives municipales de Perpignan, puis le met à la disposition de l'évêque de Perpignan, monseigneur Gerbert, en mars 1858 pour favoriser le rétablissement de Capucins, qui ne s'y installeront qu'en mars 1871. La chapelle est désormais dédiée à Notre Dame des Anges lors du retour d'une communauté de Capucins entre le 2 août 1871 et le 29 octobre 1880, date du début de leur exclaustration vers Manresa, en vertu du décret du 29 mars 1880, édicté par de Freycinet. Fin avril 1881, quarante capucins dont plusieurs d'origine espagnole sont donc expulsés de ce couvent de Céret, pour être rapatriés ou exilés avant la construction de leur nouveau couvent de Manresa en juillet 1882,. Deux moines sont toutefois rappelés par la famille Delcros en juin 1881, mais déconsidérés par la police, ils doivent évacuer les lieux.
Le bâtiment accueille la première école séraphique de la province de Toulouse durant guère plus de 6 mois en 1896.

### Reconversion en résidence désormais privée et laique

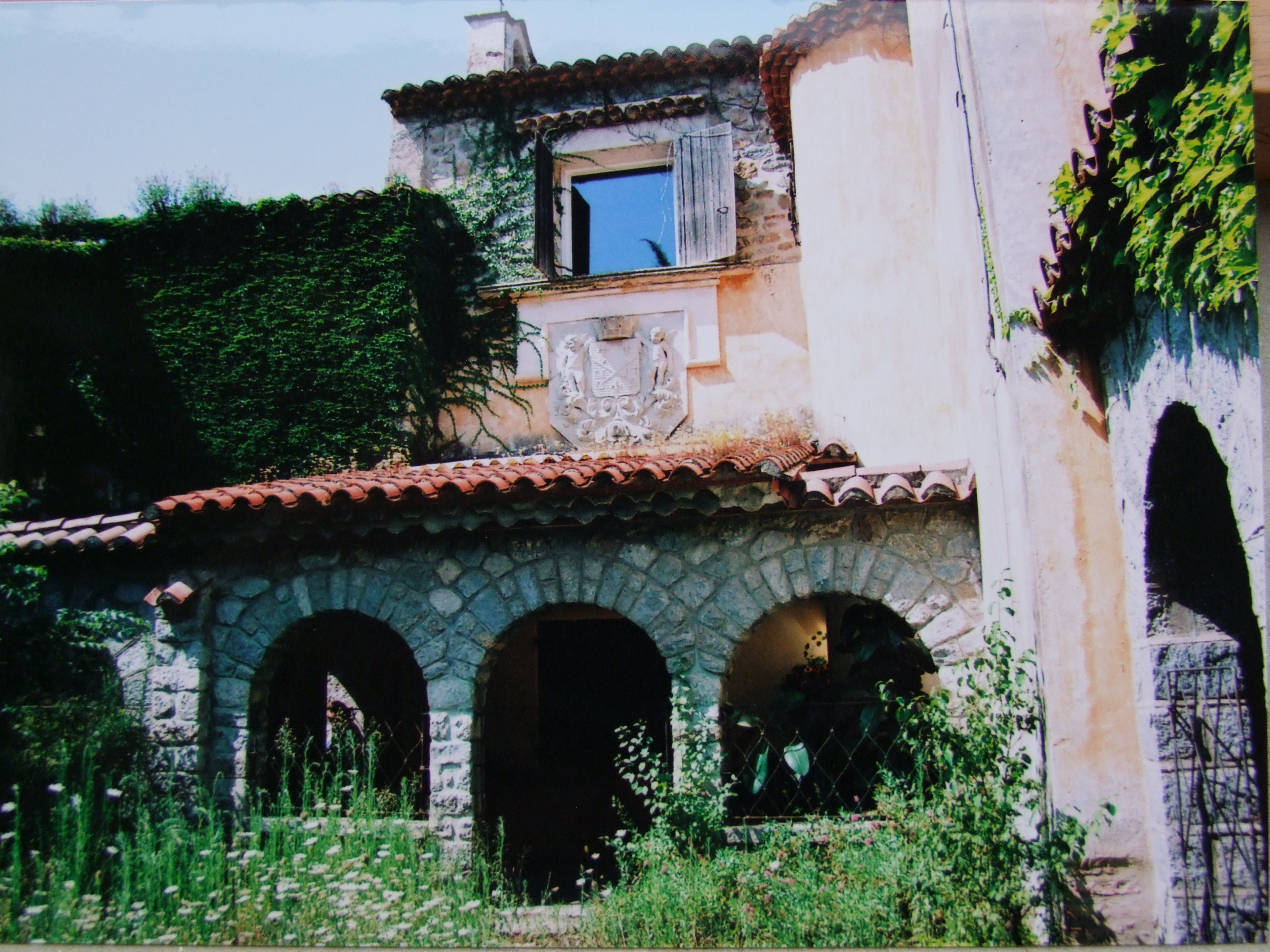
Galerie nord au pied du chevet-tour de la chapelle, jusqu'à l'été 2015. Baie, armoiries de Céret, et arches sont dues à l'architecte des M.H. Alfred Joffre, propriétaire de la totalité du site depuis 1937, puis partiellement jusqu'au milieu du siècle

Le peintre Frank Burty Haviland en fait l'acquisition en 1913 pour n'y demeurer que peu d'années, avant et après la Première Guerre mondiale. Engagé dans une formation sanitaire américaine près d'Ypres, il résida à Bois-le-Roy. Pour raison de santé, il se rapprocha de sa famille à Paris, avant de revenir résider aux Capucins en 1918, et de revendre cette propriété en 1927, présentant à l'époque un nouveau bâtiment reconstruit à son initiative (l'aile sud) pour remplacer partiellement les anciens bâtiments conventuels, rasés ou profondément remaniés, tout en préservant seulement la chapelle et son chevet-campanile. Comme le révèlent les cartes postales anciennes éditées par Cap, Casteil, Labouche frères, Lamiot, Navarro, Roque, et Séguéla-Combes sur la vue générale de Céret et sur le couvent des capucins entre 1900 et 1925, et les photos de Paul Haviland conservées au Musée d'Orsay, prises dans le jardin du Couvent des Capucins en février 1918, les travaux furent d'une telle ampleur que les transformations affectant l'ancien couvent, mariant la nouvelle construction de l'aile sud avec d'autres bâtisses conventuelles assez largement détruites et profondément remaniées pour les parties conservées, effaçaient définitivement et irréversiblement toute l'allure d'un couvent séculaire. Trois quarts des corps de bâtiment ont donc été démolis. Une cour ouvrant sur la vue du Canigou à l'ouest et sur la vue des Albères à l'est a donc été créée en lieu et place de plusieurs dépendances de moindre hauteur et couvertes d'une toiture à un seul pan, enclavées par deux corps de bâtiments transversaux, dont l'aile est, dont il ne subsiste que l'extrémité Nord, à l'angle du chevet-campanile de la chapelle. La margelle d'un puits encore existant, toujours équipée d'une arche ouvragée de fer forgé supportant une poulie permettant la descente et la remontée de seaux d'eau, bien que restaurée au milieu du siècle précédent, émerge au centre de cet espace, auparavant quasi totalement abrité par une grande toiture d'une seule pente, prenant appui sur le mur sud du campanile. Deux propriétaires des logements les plus proches bénéficient encore théoriquement d'un droit de puisage séculaire par ce puits central.
Selon les témoins de cette évolution, contemporaine du mariage de Frank Burty Haviland avec Josée Laporta, le 8 janvier 1914, le couvent des capucins était dorénavant perçu comme une belle demeure ou "maison de campagne" intitulant une des photos de Paul Haviland, selon le terme élogieux en vogue à l'époque, puisqu'elle a accueilli la réception de la fastueuse et mémorable cérémonie de ce mariage exceptionnel à Céret. Des invités et amis de marque comme les témoins des époux, le compositeur Déodat de Séverac et le sculpteur Manolo Hugué, et bien d'autres, ont apprécié l'ancienne salle capitulaire voûtée, ou chapitre, au rez-de-chaussée du chevet de la chapelle. Au début de 1920, grâce à l'appui de Manolo Hugué, l'artiste peintre André Masson s'installe aussi dans le couvent désaffecté, où il fêta son mariage avec Odette Cabalé le 13 février 1920, entouré de ses amis également artistes. Cette demeure devenue résidence privée agréablement habitable, procura en alternance durant quelques années à la famille de Frank Burty Haviland, confort, douceur et paix, avant sa revente en 1927. Bien d'autres artistes amis ont probablement été accueillis aux capucins, notamment à la chapelle gracieusement prêtée comme atelier de peinture, à l'exception du plus célèbre d'entre eux : Pablo Picasso. Ses séjours aussi brefs que tumultueux en louant un appartement de la maison Delcros à Céret ont été sensiblement antérieurs à ces noces, sans jamais coïncider à l'époque où Frank Burty Haviland était propriétaire des lieux,.

## Architecture

### Architecture religieuse
Sans grand intérêt architectural et désacralisée depuis plus d'un siècle, plutôt ignorée à cause de son austère sobriété peu représentative, dont le style ne peut que se rapprocher sans certitude que de l'Architecture classique, la chapelle abrite cependant une œuvre picturale remarquable par sa dimension et la qualité de sa facture, peinture marouflée tapissant tout le fond de son chœur et signée en 1877 de Josep Oromí pintor. Cette peinture monumentale met la Vierge Marie en scène sous la voûte de son cadre. Dans la partie inférieure de l'œuvre, Saint François d'Assise et saint Dominique de Guzmán sont représentés en extase devant l'apparition de notre Dame des Anges, empreinte d'une étonnante douceur juvénile et maternelle, auréolée d'angelots, à laquelle cette chapelle a été consacrée lors du rétablissement de sa fonction religieuse évoquée précédemment.
La première chapelle à gauche en entrant abrite une dalle au pied de son autel, couvrant le caveau familial ou crypte des propriétaires du couvent durant tout le XIXe siècle (La famille Delcros) et dont un descendant-allié se réserva l'accès jusqu'au-delà de 1942.
Comme le révèle une ancienne photo (illustration gauche de la sous section 2.3), contemporaine des derniers moines présents au couvent, certains bâtiments se trouvaient alors, au niveau des toitures et des façades, dans un état de dégradation et de délabrement déjà repérables, bien qu'un autre tirage albuminé d'Aymard Rouget réalisé également en 1880 (illustration droite de la sous section 2.3) montre une réfection récente des ouvertures, du nouveau campanile construit sur mesure de briques "barrons" à cette époque pour installer et abriter en 1871 l'unique cloche de type "Demoiselle de Louison", et du chaperon empierré du mur d'enceinte côté Est, les deux images ne révélant cependant pas la moindre existence d'un cloître, peut-être en raison de son effondrement déjà survenu. Pour en revenir au campanile, il présente encore une cloche unique de type "Demoiselle de Louison", toutefois dépourvue de sa sphère métallique faisant contrepoids, retirée de sa tige axiale à son sommet[réf. nécessaire]. Elle était donc prévue initialement pour une volée tournante de ce modèle de cloche conçu à la fonderie Louison de Toulouse (et successeurs à cette époque précise), d'où son surnom, donc grâce à son joug de fer forgé caractéristique en demi-lune et à son levier également recourbé, facilitant sa totale rotation verticale. L'inspection minutieuse de cette cloche l'après-midi du 8 juin 2020, par Bruno Segondy, ancien curé et historien local, et assisté du propriétaire du clocher pour la prise de clichés facilitant une lecture ultérieure et cohérente des inscriptions, donne lieu au compte rendu suivant : "La cloche est datée de 1871, ce chiffre surmontant un crucifix avec un buisson ardent et entouré d'une Notre Dame des Anges avec une feuille de vigne et des raisins, et de François d'Assise avec une palme du martyr rappelant les stigmates qu'il reçut et des roses. La cloche porte l'inscription suivante en français : Christ, O Marie conçue sans péché + Loué sois-tu Séraphique Père Saint François d'Assise + Priez pour nous Lévêque Toulouse Veuve Louison Pèlegrin Fondeur + Priez pour nous".

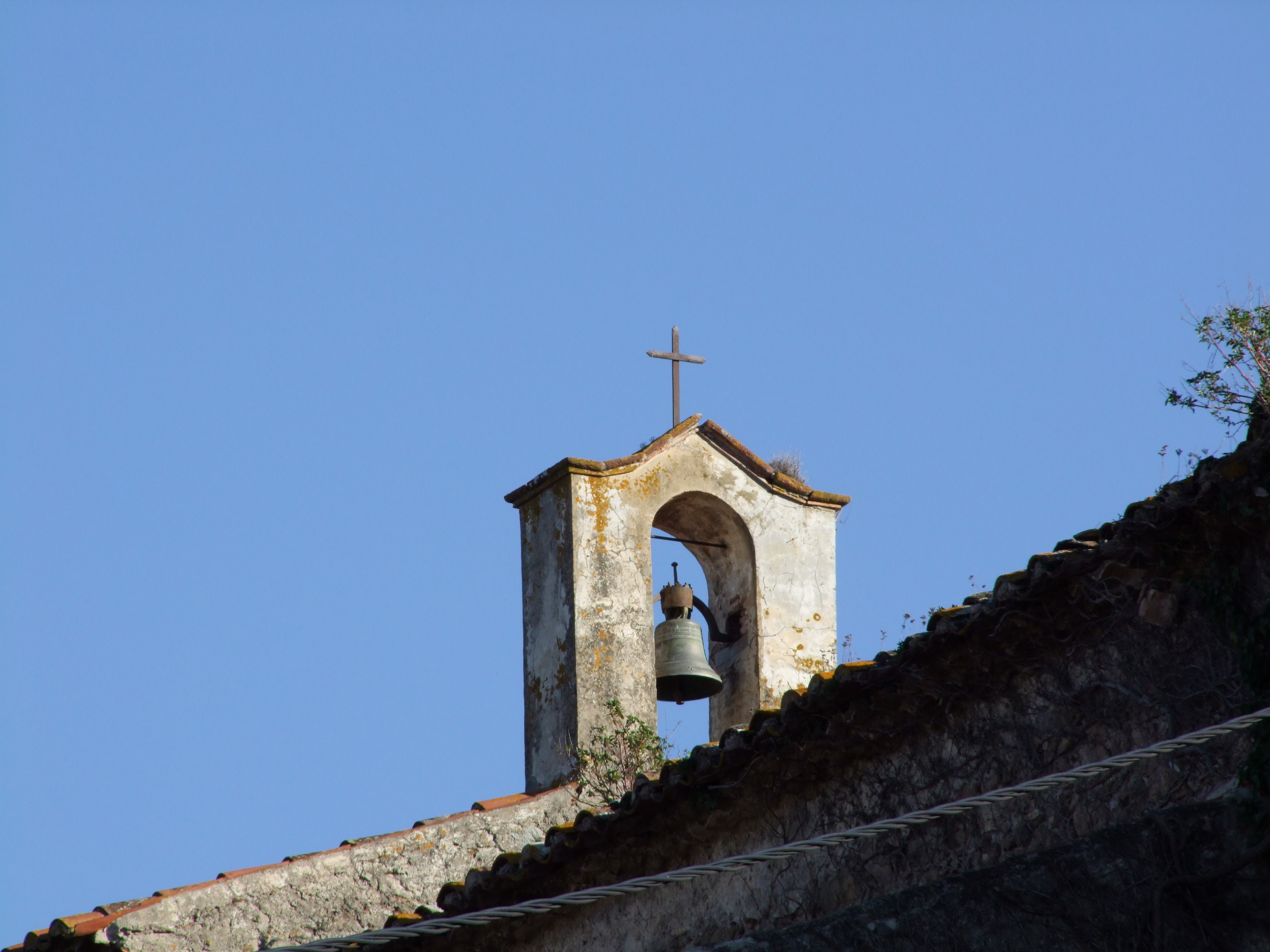
Ce campanile a été bâti sur mesure pour supporter la cloche.

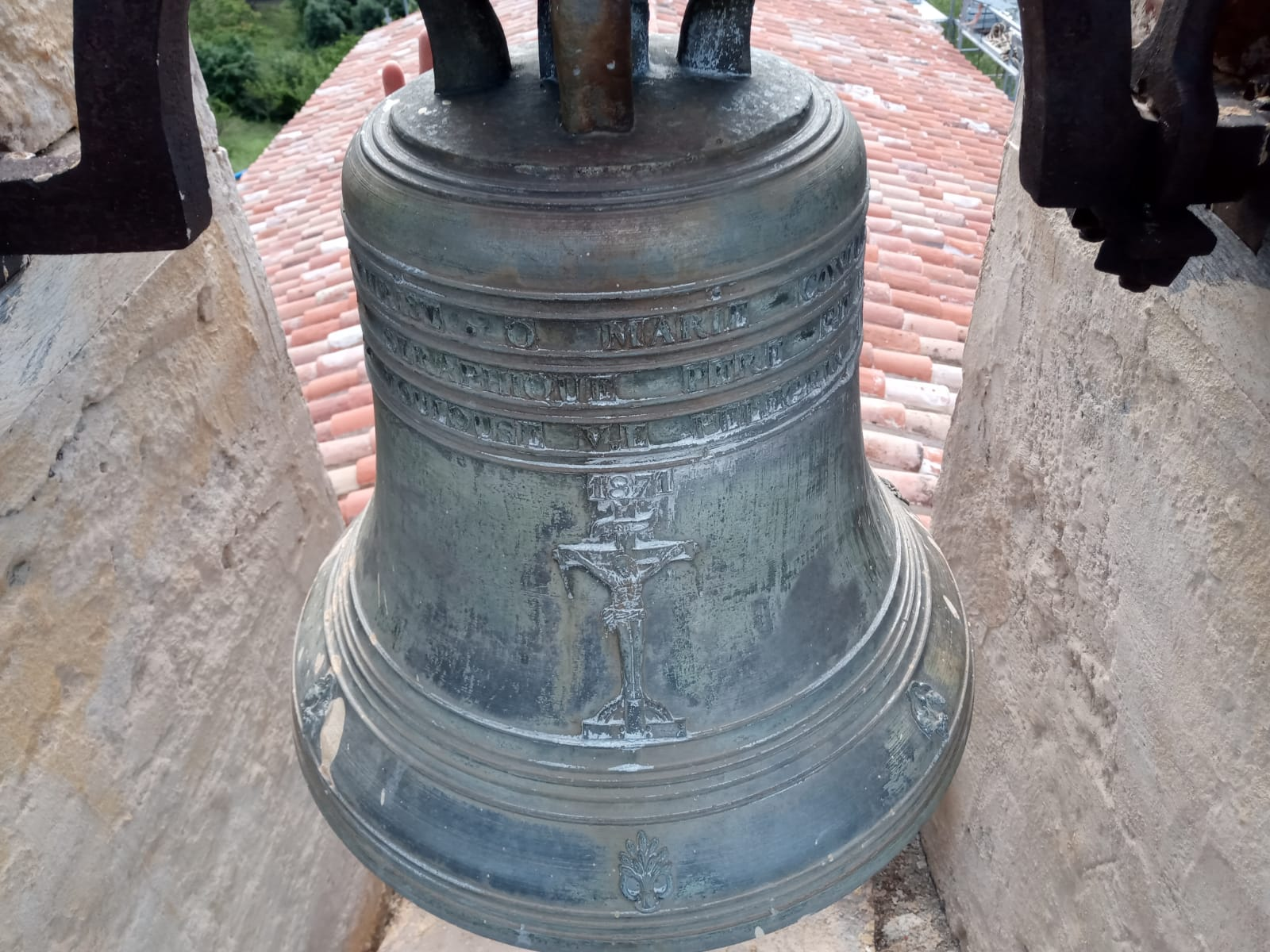
Cloche unique de cette chapelle bénie en 1871 lors de son installation de type "DEMOISELLE de LOUISON".

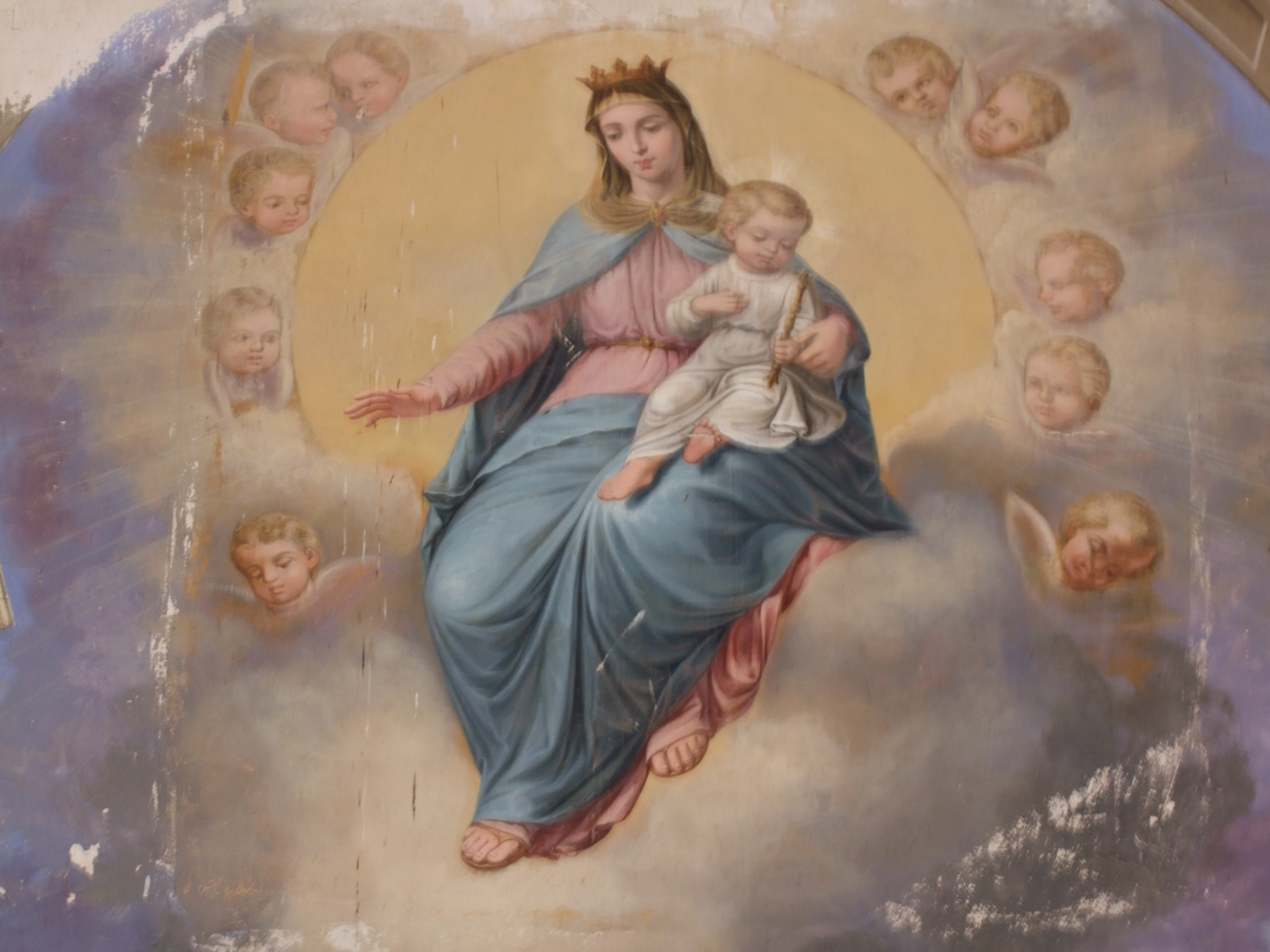
Notre Dame des Anges, au fond du chœur de la chapelle des Capucins
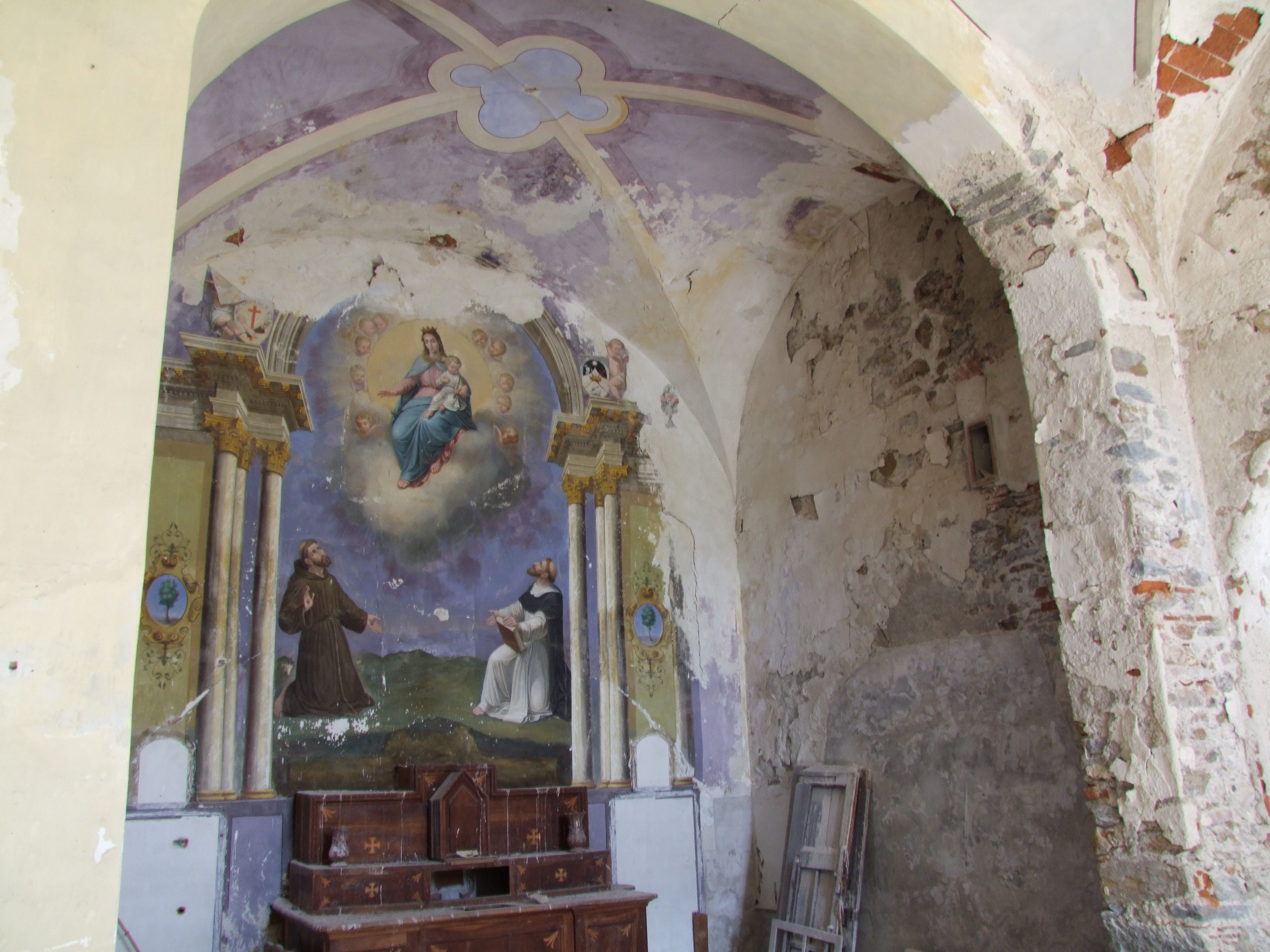
Chœur de la chapelle Notre Dame des Anges de l'ancien couvent des Capucins à Céret.

### Les derniers signes extérieurs du passé religieux en voie de disparition

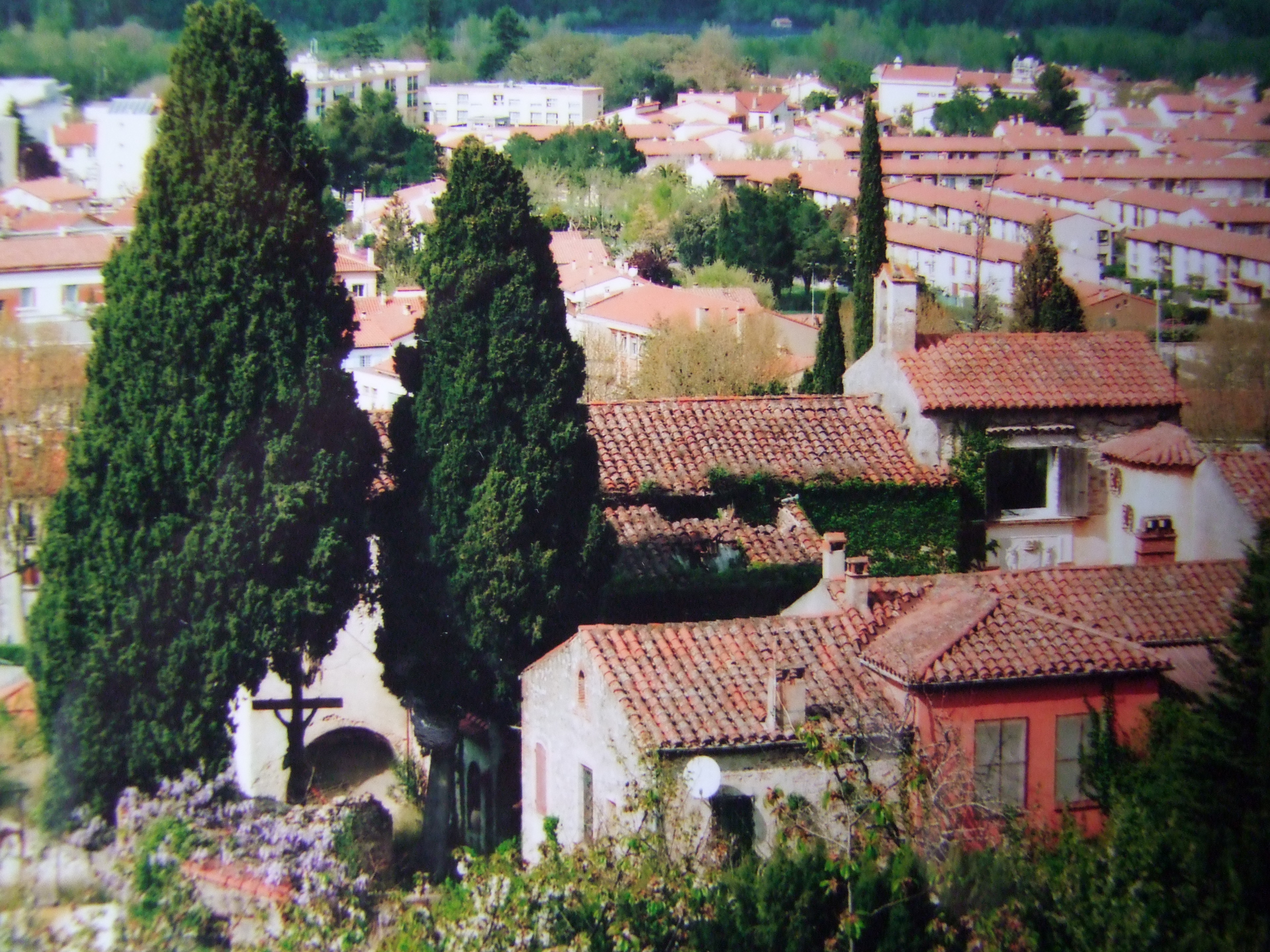
Crucifix entre les deux cyprès séculaires. Vue du bâti restant d'origine.

La statue de saint Pierre datant du XIVe siècle proviendrait de l'église paroissiale probablement après l'écroulement de sa coupole fin janvier 1734, et donc confiée ensuite à la communauté des capucins. D'après une tradition orale, elle aurait été cachée et emmurée sous la vasque de la fontaine principale du couvent, adossée au mur d'enceinte Est, depuis les troubles révolutionnaires, puis redécouverte au moment de la démolition partielle de cette fontaine dans les premières années 1930. Vers la mi mars 2019, elle n'est plus exposée au soleil et aux regards extérieurs, extraite de son socle au centre d'une terrasse dominant la rue des Capucins. Transférée sommairement dans le trou artificiel d'un mur délimitant une des parcelles hautes de l'ancien jardin potager et vignes des Capucins, elle est donc maintenant invisible de l'élévation finale de la rue éponyme. Cette nouvelle et plus discrète localisation tourne la page de sa longue présence face à l'extrémité Est de l'aile sud, depuis les aménagements esthétiques voulus par Alfred Joffre entre 1935 et 1950, sur cette terrasse offrant notamment la vue sur des vergers de cerisiers et en arrière plan sur le Massif des Albères, et visibles sur les cartes postales anciennes Cim et Théojac de ces années là. Déjà vers 2015, ce saint Pierre, représenté ici symboliquement comme pêcheur, avait été tourné vers l'horizon de la Méditerranée perceptible par beau temps limpide depuis cette terrasse immortalisée sur une peinture intitulée "Célestine sur la terrasse des Capucins" de Frank Burty Haviland, sur le même pilier massif.
La statue de saint Félix de Cantalice rappelait sa canonisation en 1712 célébrée l'année suivante au couvent, à la suite d'un don du conseil général de l'époque à son gardien Jérôme Médaille[réf. nécessaire]. Également patron des moines, sa présence se justifiait bien tant symboliquement qu'esthétiquement au site des Capucins, jusqu'au 11 février 2021, date de son dépôt destructif (décapitation nette) la détachant de son socle, installé dans l'axe de la cour de l'ancien couvent, et de ses galeries d'arches en vis-à-vis. Il s'agissait de dégager cet espace pour manœuvrer sans gêne les engins de chantier, proche d'un corps de bâtiment faisant l'objet de travaux de grande ampleur (Toiture neuve, modification d'ouvertures, terrasse, nouvel agencement intérieur...). La sculpture délicate de cette statue dans un calcaire tendre au grain fin et homogène, probablement en calcaire de Solnhofen, relativement épargnée par son exposition extérieure, sur son simple piédestal incliné sobrement maçonné et crépi, devait remonter à la dernière décennie accueillant une communauté de moines, voire plus tardivement contemporaine de la statue "vieille femme au fardeau" d'André de Chastenet de la Ferrière ornant le square Bir-Hakeim de Perpignan, paraissant être du même minéral, finitions et patine, dans un style relativement proche. Sa main droite présente une anomalie soit sculptée volontairement pour rappeler l'accident de labour qu'a subi ce religieux et dont il a été sauvé par miracle, stigmatisant sa vocation, soit la conséquence d'une brisure du temps ou d'un choc enlevant la crosse ou le bâton serré précisément dans cette main, aux doigts restants épousant son profil arrondi, et s'alignant verticalement à une perforation équivalente sur son socle à proximité du pied droit. Les représentations de ce saint le font en effet apparaître muni d'un bâton de pèlerin.
Jusqu'au début de l'automne 2012, un grand crucifix de plusieurs mètres de haut se dressait entre les deux plus vieux et plus hauts cyprès proches du porche de la galerie ouest, se remarquant dès l'entrée nord du couvent, dans l'alignement de la rue des Capucins. Rongé à sa base par des xylophages, il a été renversé à terre vraisemblablement par un dernier coup de vent de trop, mais entreposé horizontalement dans l'une des 2 chapelles latérales du principal lieu de prière, bien que déjà dépouillé depuis de son Christ métallique en grandeur nature, apparemment en bronze au vu de la finesse de sa sculpture.[réf. nécessaire]
Un mur en demi-cercle ruiné à mi-hauteur entoure l'ancien socle du calvaire: il pourrait s'agir des restes de l'abside en cul de four témoignant encore de l'existence d'un petit oratoire précédant la construction de la chapelle, l'"oratori vell" -vieil oratoire- évoqué notamment lors de la peste affectant Céret de 1651 à 1654. Fin mai 2020, ce pan de mur en demi-cercle à l'épaisseur réduite, adossé au socle maçonné de l'ancien crucifix, et n'ayant pas paru assez authentique pour être effectivement considéré comme le cul de four d'un oratoire, a du être cependant démoli lors du déplacement de plusieurs tas de gravats contre le mur sud de la chapelle et à l'intérieur de la cour attenante, provenant du chantier de son toit et de la réhabilitation totale du logement dépendant du même lot. L'utilisation de 2 engins de chantier pour évacuer ces matériaux de démolition a imposé le terrassement d'une aire plane à cet endroit pour les manœuvrer sans gêne, de part et d'autre de la galerie d'arches, et entraînant ultérieurement l'abattage du vieux et gros cyprès proche de ces arches ouest, dont celle fissurée par soulèvement à cause de ses racines sous-jacentes. La rénovation intégrale de ce logement, du sol à la toiture, et la mise à nu des murs porteurs et leur gros œuvre, à l'épaisseur de 60 à 70 cm et au solide appareillage de pierres, semble révéler son âge antérieur aux autres bâtiments, dont la chapelle, à priori moins robuste, et donc suggérer les parois initiales du mas Aliot. L'emplacement d'une grande baie ouverte sur toute la longueur du mur nord, par le peintre Frank Burty Haviland, donnant sur la chapelle, a aussi été redécouvert, très facilement localisable et reconnaissable, d'après une œuvre de ce peintre réalisée du temps où il était propriétaire de l'ancien couvent. Elle a été condamnée postérieurement par un bardage de briques creuses, vraisemblablement au moment des transformations conduites par Alfred Joffre durant les années 1930, et surmonte au rez de chaussée 3 ouvertures plus anciennes également obturées par des pierres maçonnées, sous 3 linteaux massifs de bois taillés à l'herminette. Un oculus identique à celui de la façade Ouest a également été retrouvé sous le pignon Est du mur porteur et mitoyen avec l'aile sud rebâtie en 1913, et confirme donc bien l'existence de ce corps de bâtiment initialement indépendant et à quatre faces à l'époque du Mas Aliot, dont il devait être l'habitation principale.[réf. nécessaire]

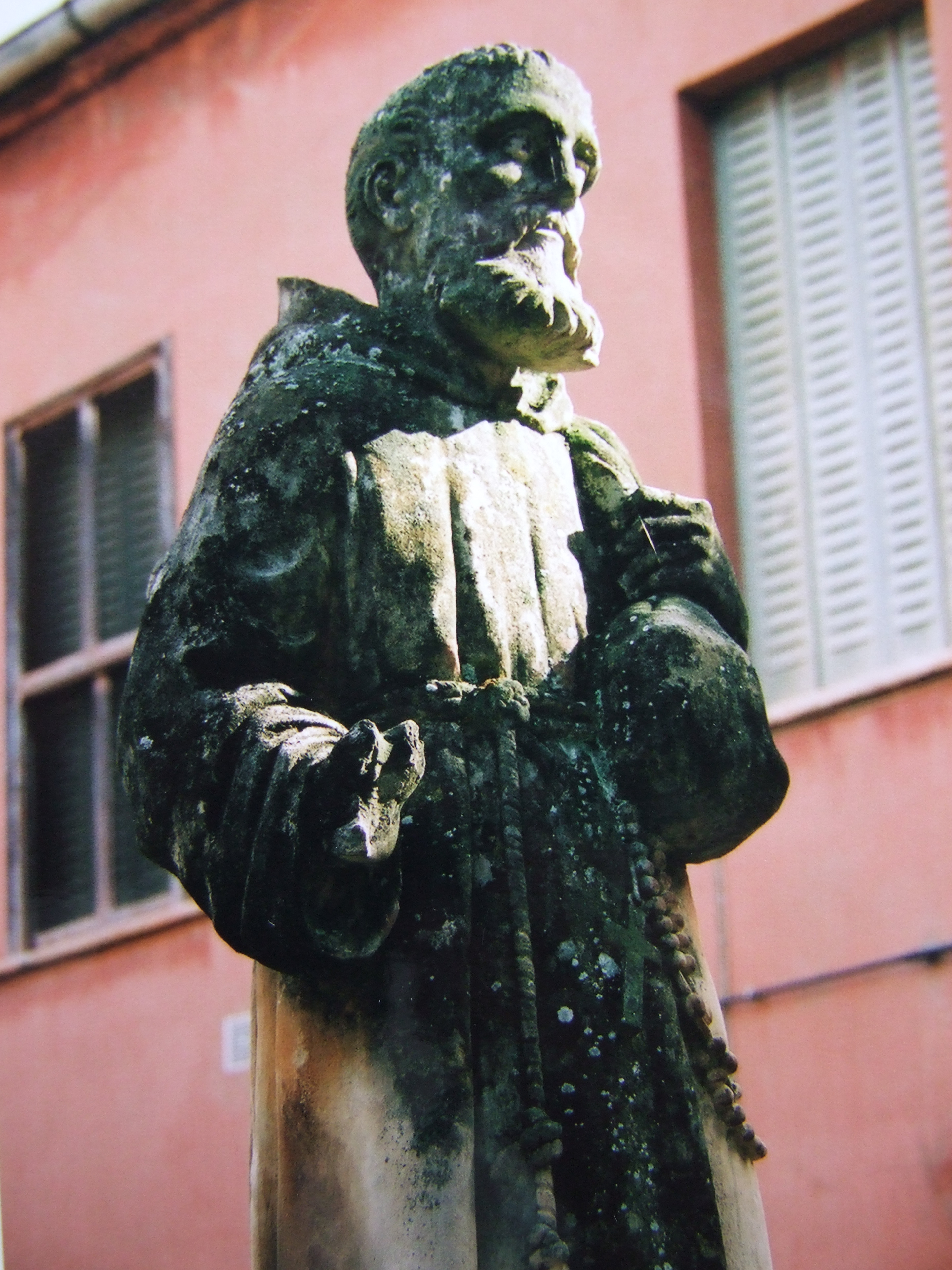
saint Félix de Cantalice.
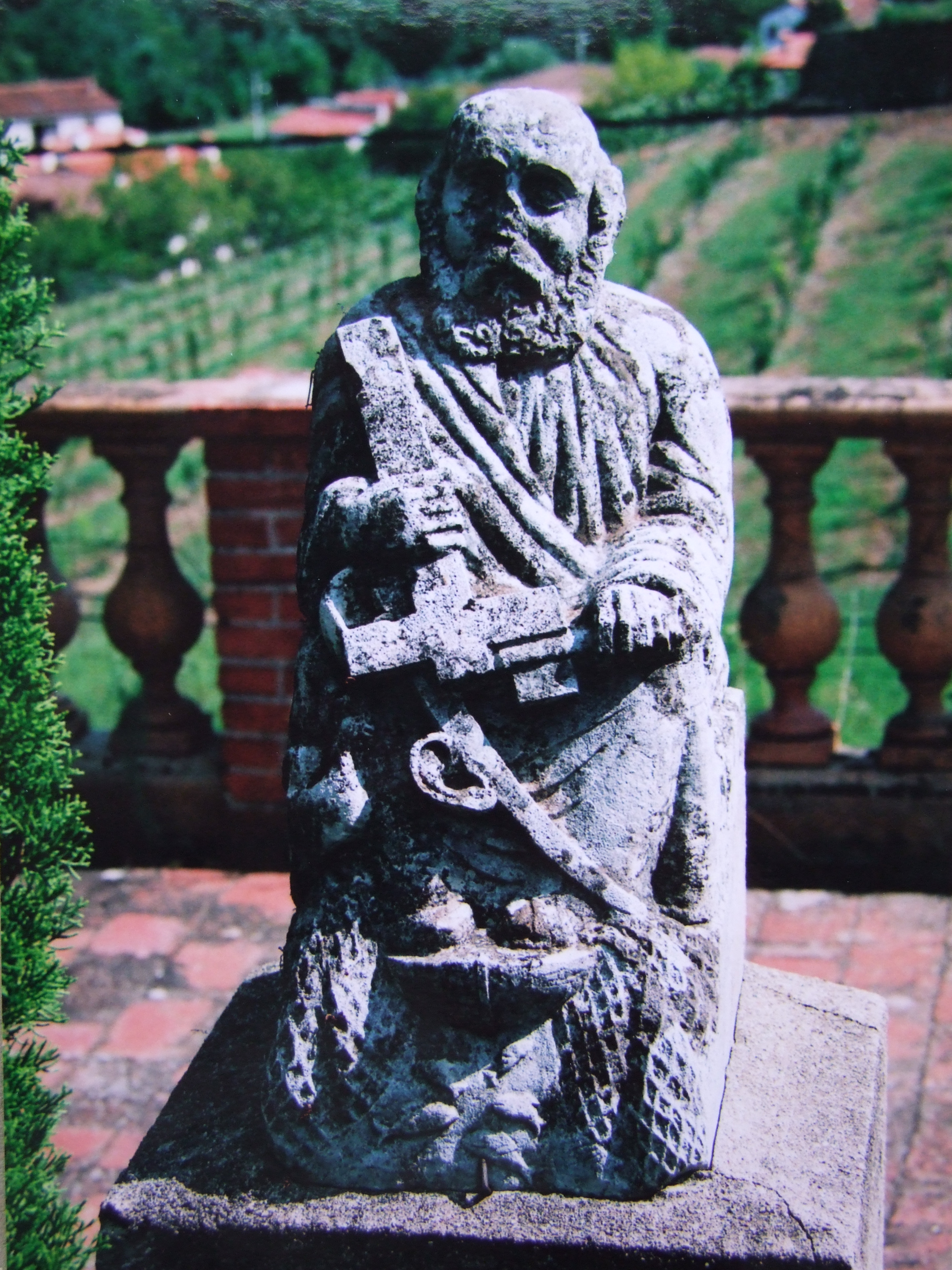
saint Pierre.

### Logements restylés Art déco

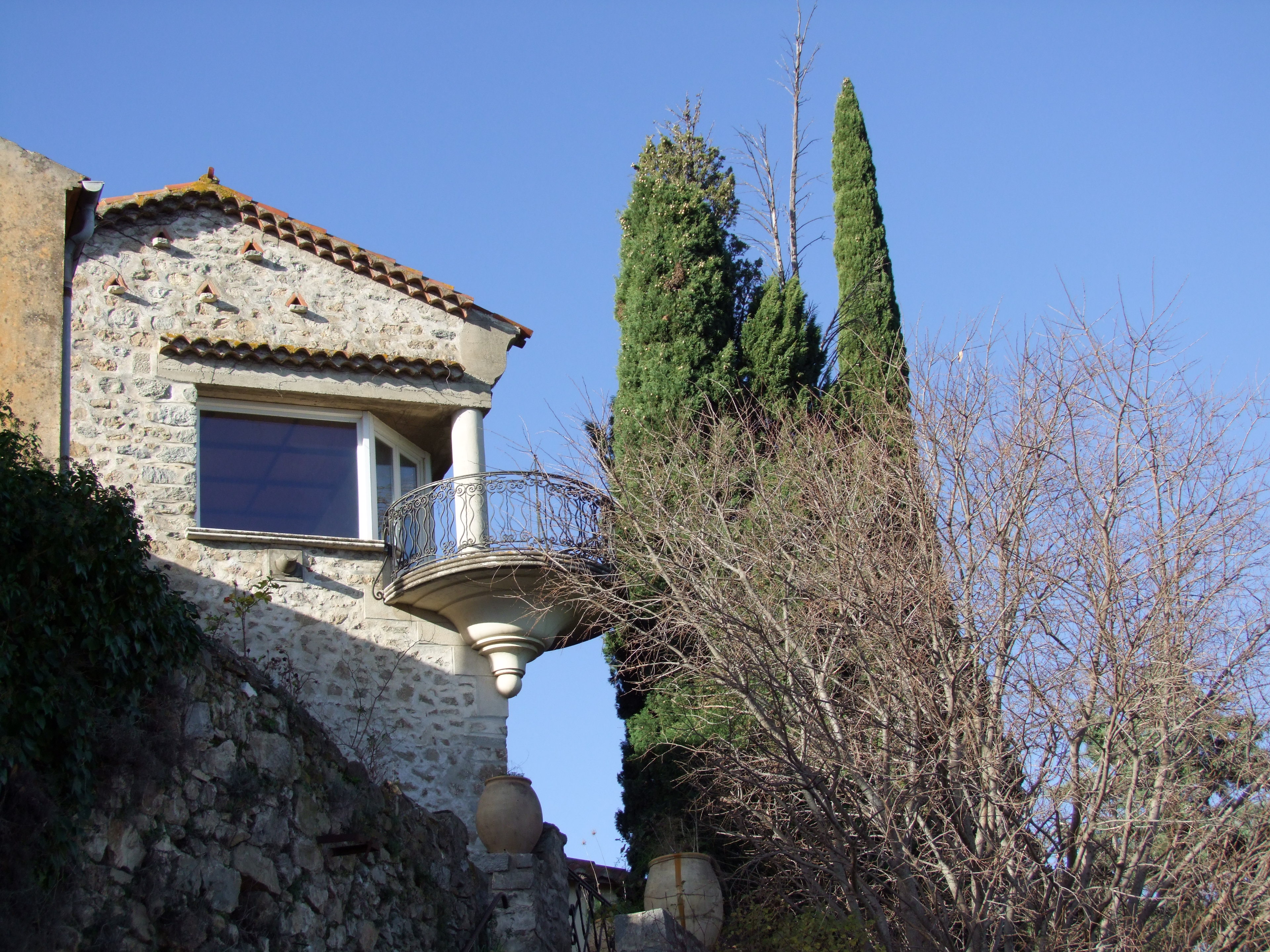
Balcon nord-est ajouté à l'ancien couvent des Capucins, par l'architecte des monuments historiques, Alfred Joffre.

Parmi les propriétaires succédant au peintre Frank Burty Haviland, l'architecte des monuments historiques Alfred Joffre fut celui qui marqua le site le plus visiblement de son empreinte, alors même qu'il participait aussi dans ces années-là à la soigneuse restauration du fort Saint-Elme au-dessus de Collioure, mais avant l'aménagement du futur musée de Céret, à la fin des années 1940. Il apporta sa touche de modernisme aux logements en les liant par deux galeries de trois arches. Il restructura les 3 faces du chevet campanile en remodelant plusieurs ouvertures en baies vitrées, dont 2 en angle, séparées d'une porte-fenêtre donnant sur un balcon circulaire et panoramique au nord-est, tout en privilégiant l'apparence des pierres de ces 3 façades décrépies vers le milieu des années 1930. Dans les années 1940, un corps de bâtiment en équerre et une pergola métallique couverte sur une terrasse plein sud, modifient visuellement les volumes de l'aile sud vers un style Art déco tardif. Une baie vitrée centrale encadrée de 2 fenêtres plus conventionnelles s'ouvrent désormais sur toute la largeur de l'extrémité Est de cette aile, sous le trait élégant horizontal d'une corniche en génoise à un rang sous rampants faisant fronton. Un crépi lisse d'un ton rougeâtre terre de Sienne habille en plus cette partie sud du domaine en soulignant son allure d'une villa de style néo-provençal plus à la mode de son époque, et s'inspirant encore de Férid Muchir, neveu et contemporain d'Alfred Joffre. La clé du linteau stylisé de l'entrée sous la pergola de la terrasse prend la forme d'une sculpture allégorique grecque pouvant figurer une miniature du dieu Pan, effectivement doté de cornes et de jambes substituées en pattes de chèvre ou de bouc, représenté là genou à terre, calé entre 2 grappes et feuilles de vigne, fruits accompagnant aussi d'autres sculptures de ce dieu. Ce bas-relief n'apporte pas encore à ce jour d'explication évidente à son emplacement, gardant un secret de plus de l'un des propriétaires des lieux il y a plusieurs décennies. Il a probablement été exécuté par Gustave Violet, à cette époque assez proche voisin du site et de son propriétaire Alfred Joffre architecte, après y avoir acquis une parcelle remarquablement repérable par l'immense pin parasol d'environ 200 ans qui délimite son accès en impasse privée depuis la rue des Capucins, à l'angle de la "Campagne Saint-Joseph". Architecte, Sculpteur, céramiste, il y fit construire vers les années 1930, un four -dénommé "le Four du Grand Pin"- puis un petit logement-atelier pour réaliser et cuire ses œuvres d'argile, qu'il estampillait "Sant-Joan", jusqu'à la Seconde Guerre mondiale. Quatre arches dont trois abritées, surmontées d'une reprise sculptée des armoiries de Céret (également présente sur le beffroi des anciens bains-douches de la ville), et s'inspirant d'une clef de voûte datée de 1723 pareillement sculptée et récupérée après l'effondrement du dôme de l'église Saint-Pierre en 1737, pour coiffer l'entrée d'une dépendance de la Mairie, à l'équerre de la salle Manolo, rendaient à la cour un petit semblant de cloître reconstitué, jusqu'à l'été 2015, époque de son vitrage menuisé permettant son annexion aux pièces à vivre comme cuisine agréablement éclairée par la lumière du jour. À l'étage de l'aile sud, dans le salon situé à son extrémité Est, subsiste encore une remarquable cheminée décorée de part et d'autre de l'arche briquetée de son âtre par des faïences composant symétriquement deux élégantes branches de cerisier portant leurs fruits mûrs, confectionnées semble-t-il par Gustave Violet. Au rez-de-chaussée du campanile, et peut-être ancien chevet, une salle sous plafond faiblement voûté en anse de panier sans arêtes conserve à la fois une discrète empreinte de son passé architectural prolongeant à une moindre hauteur le chœur de la chapelle, mitoyenne et repérable par une arche surbaissée, et des aménagements sobrement Art déco effectués sous la direction d'Alfred Joffre, en tant que propriétaire de cette habitation et architecte des Monuments Historiques. La fresque de la carte du Roussillon et de ses monuments, ornant encore le tympan de la large baie vitrée de ce séjour, le rappelle. Elle s'inspirait d'une gravure ancienne stylisée comme provenant d'un parchemin gravé d'encyclopédie illustrée de miniatures au temps d'une époque romantique. Elle répertoriait en effet à leur place géographique l'esquisse des principaux monuments du département des Pyrénées-Orientales, débordant donc la plaine du Roussillon, en inscrivant (volontairement?) sur la Méditerranée "Golf DES Lions", pour donner semble-t-il plus d'authenticité orthographique à ce document âgé reproduit. Deux simples stalles de bois encadrent une cheminée de briques positionnée sous l'axe de l'arche surbaissée, à l'efficacité fonctionnelle et esthétique modérément démonstrative. Ces ajouts, comme le portail nord du site, lui sont également dus, avec le probable concours de Gustave Violet pour la sculpture des armoiries, la ferronnerie du portail, et les cheminées. Ces éléments annexes traités avec plus de liberté s'inscrivent ouvertement dans le style Art déco, si particulier aux architectes parents Alfred Joffre et Férid Muchir. Il en résulte globalement et typiquement un style architectural d'inspiration provençale dans un contexte campagnard, de par la disposition des bâtiments orientaux et la caractéristique de leur volume et des façades, présentant quelques similitudes indéniables mais accessoires, avec la villa du Jardin Hispano Mauresque à la Serre de la Madone à Menton, pièce d'eau en moins.

## Peinture du site

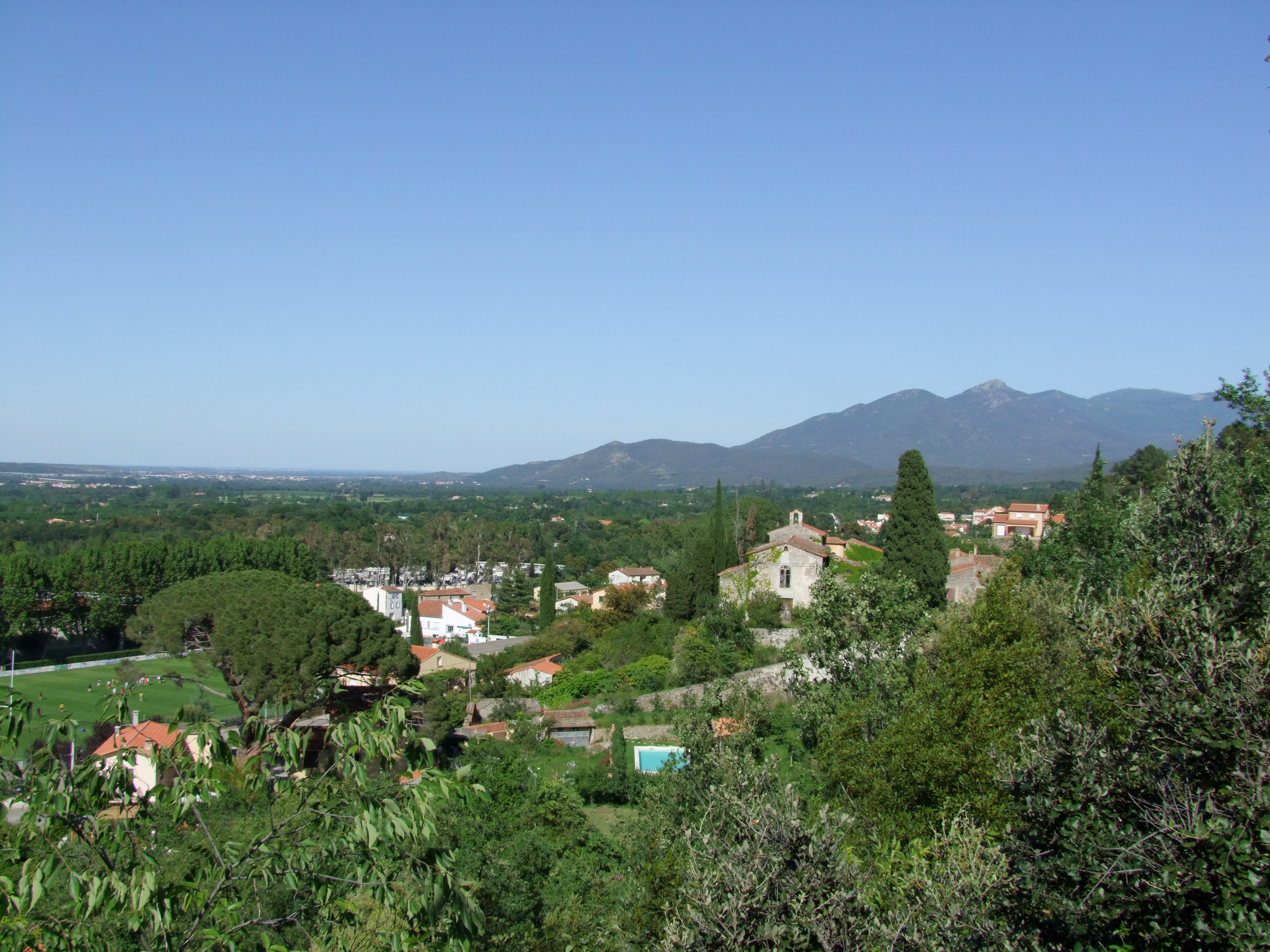
Un paysage naturel remarquable cerne le site des Capucins, et reste une source d'inspiration pour les peintres.

Le peintre Pierre Brune a manifesté concrètement son enthousiasme pour l'identité remarquable du site en faisant l'acquisition des ruines du Castellas, restes de l'ancien château fort de Céret, véritable belvédère sur le village et tout son paysage environnant, qu'il peignit sans relâche avec toute sa spontanéité et son naturel artistiques. Sa citation « J'ai peint bien souvent à l'entour de chez moi et le paysage des Capucins est un peu ma montagne Sainte-Victoire », traduit en quelques mots et faisant allusion à Paul Cézanne, à quel point il a été séduit par cet horizon, entraînant bien d'autres peintres dans son élan et son attachement pour l'inspiration suscitée par ces perspectives. Sa qualité paysagère encore relativement épargnée bien que proche de la ville, entretient toujours une source d'inspiration pour les peintres depuis un siècle si bien que parmi eux, Pinchus Krémègne y fit construire à proximité sa maison-atelier en 1960, et comme élogieusement rappelé par sa petite fille Jeannette Krémen le 5 avril 2021 dans la presse locale lors du 40e anniversaire de son décès. Le site fait l'objet de plusieurs peintures notables, notamment par Jean Marchand (Le Couvent des Capucins à Céret, 1912, musée d'Art moderne de céret.), André Masson (le Couvent des capucins, 1919, huile sur toile, musée de Céret), Pinchus Krémègne (Les Capucins à Céret, huile sur toile) ; Chaïm Soutine, (Le Couvent des Capucins à Céret, vers 1920, huile sur toile, collection particulière). Pierre Brune l'a donc immortalisé de nombreuses fois, en peintures et dessins, depuis sa résidence atelier du Castellas (Paysage de Céret, Les Capucins et les Albères vers 1935. Musée des Augustins, Toulouse). Pas moins de 20 tableaux représentant le site depuis les points de vue l'entourant, et produits par 11 peintres, furent sélectionnés pour figurer au Musée d'Art moderne de Céret, durant l'exposition de 2009.
Frank Burty-Haviland, réalisa plusieurs toiles depuis le site (Célestine sur la terrasse des Capucins, vers 1920, huile sur toile, musée d'Art moderne de Céret).Plusieurs vues d'architectures du site ont été prises par Paul Haviland et sont conservées au musée d'Orsay (Le Couvent des Capucins à Céret, Céret, maison en dessous du couvent des Capucins).

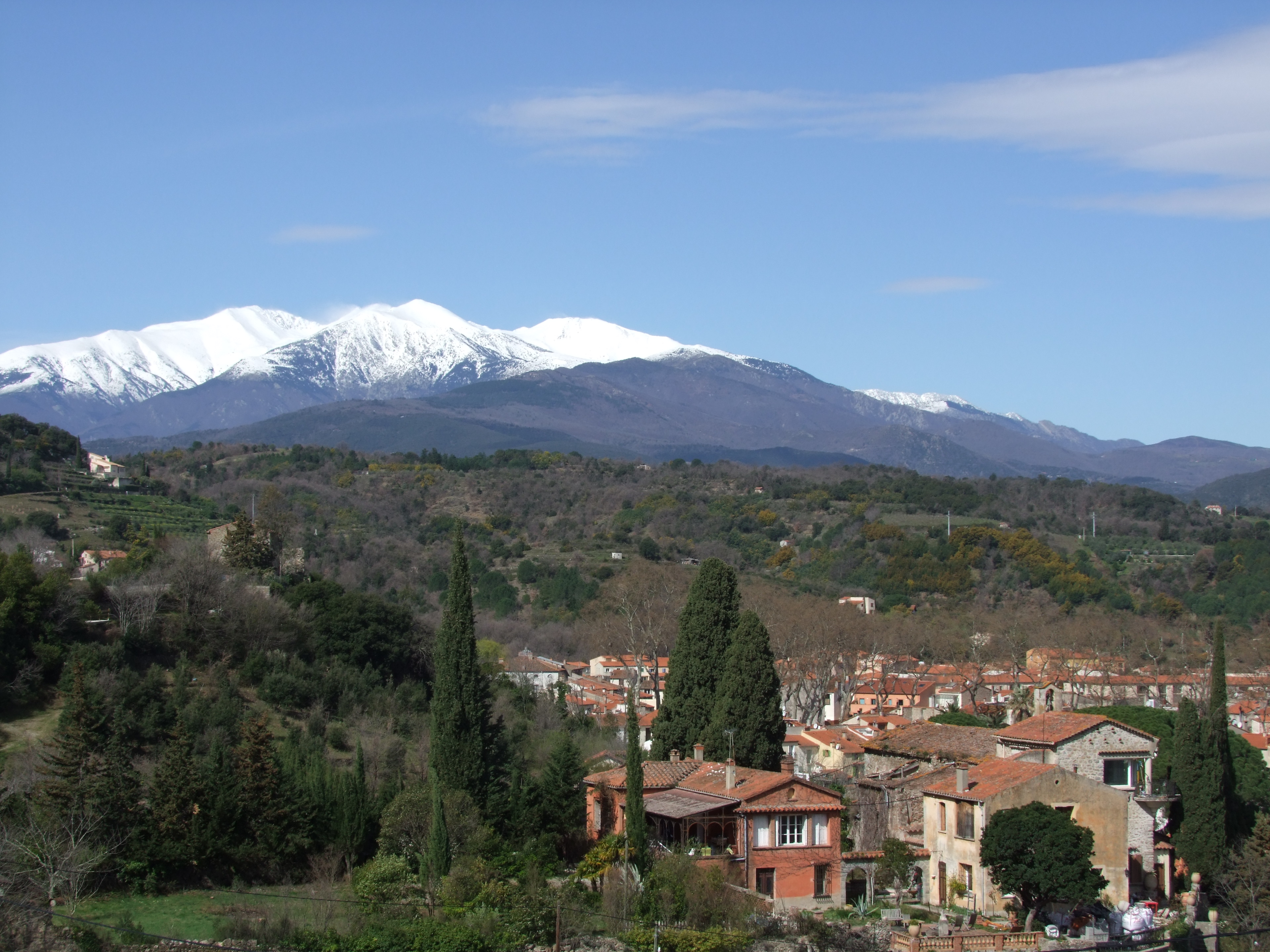
Vue est du site de l'ancien couvent des Capucins
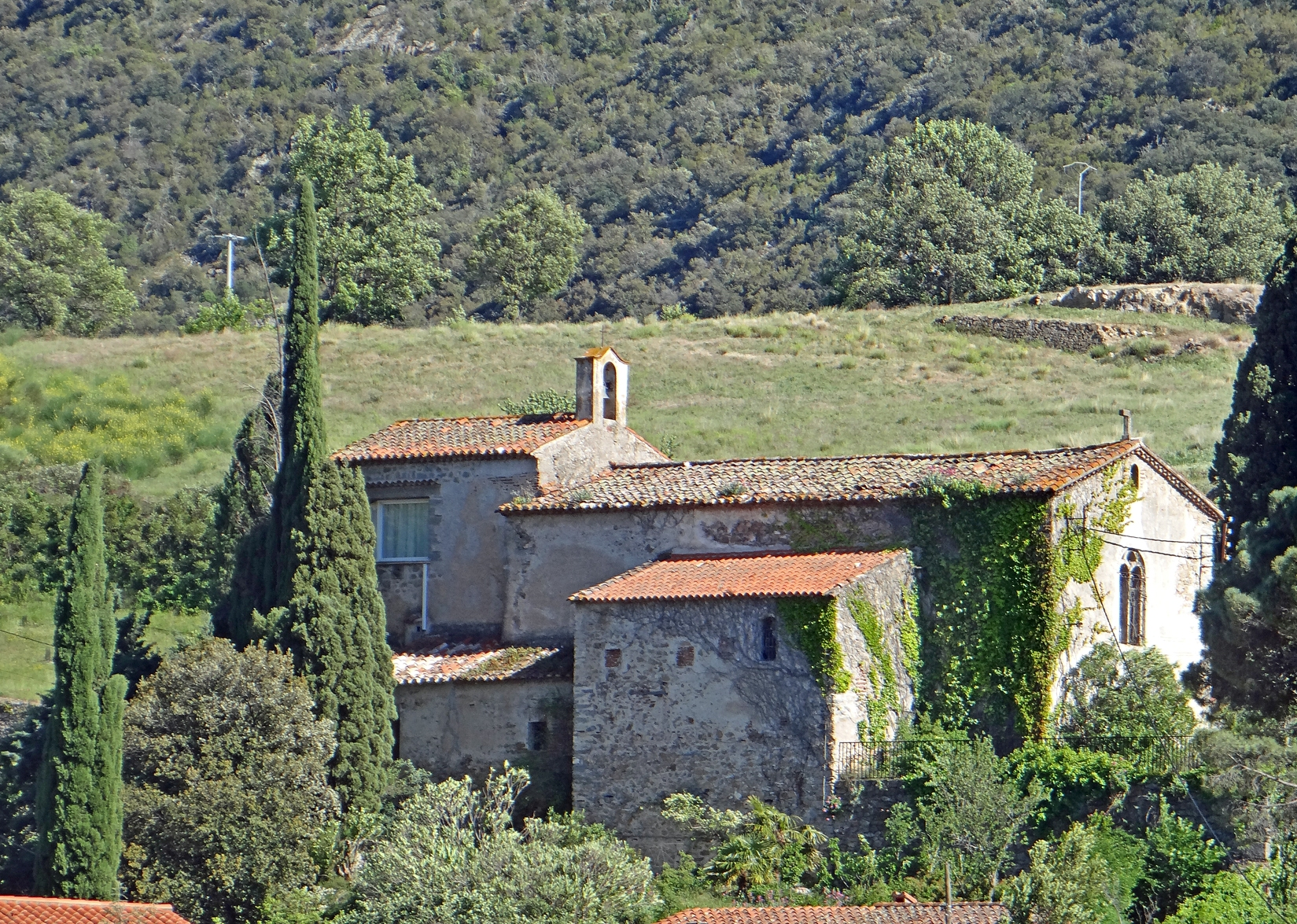
Vue nord de la chapelle
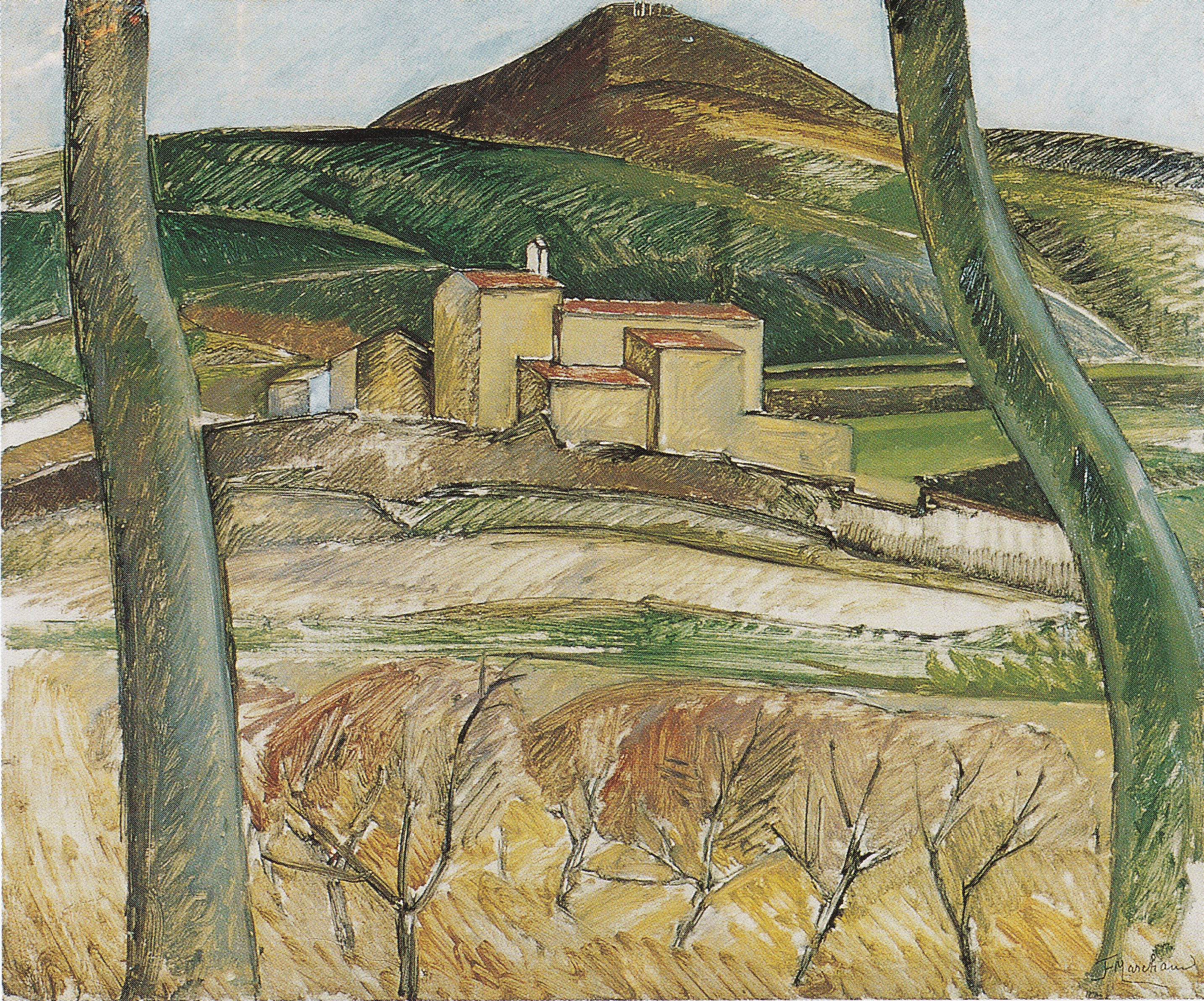
« Paysage de Céret » par Jean Marchand (1912)

## Protection
Le site du « mas et couvent des capucins avec leurs abords » a donc été inscrit en zone de protection par arrêté ministériel du 23 octobre 1943, remis à jour en juin 1997 par la direction régionale de l'environnement, sans toutefois figurer sur la liste des Monuments historiques. Dès 1944, le projet du stade Louis Fondecave, au pied de ce site, était envisagé, en risquant de le masquer. Mais Michel Sagéloly, alors rapporteur des arts et des sports auprès du conseil municipal, mit en pratique les dispositions de son inscription en zone de protection. En 1946, les caractéristiques traditionnelles du futur stade, prévoyant notamment un mur d'enceinte haut de 3 mètres tout le long de l'avenue d'Espagne, étaient présentées. Déçu par cette configuration effaçant la vue sur le site, il fit intervenir un artiste peintre auprès des Beaux Arts, pour enquêter sur place. Grâce à cette discrète initiative, le projet fut modifié de telle sorte que le stade réalisé reprenait l'allure d'un stade antique, bordé de gradins à ciel ouvert sur le côté sud, et seulement clôturé d'un buisson taillé, préservant ainsi la vue. En 2000, un défi encore plus technique fut mis en œuvre pour respecter aussi bien que possible la protection du site, lors de la réalisation de nouvelles tribunes couvertes sur le même côté, dont la hauteur modérée réduit l'impact visuel sur l'ensemble du site.
Plus actuellement, le site des Capucins figure en tête de liste des actions menées ou à mettre en œuvre pour préserver les éléments remarquables du patrimoine bâti, dans le cadre de l'environnement et des paysages porteurs de l'identité Cérétane, énoncées dans le projet d'aménagement et de développements durables. Ces dispositions lues dans le Document de travail juillet 2018 instruisant le Plan Local d'Urbanisme, font écho à la pétition signée par plusieurs centaines de personnes proches du site culturellement ou géographiquement, donc sensibles à sa protection.
En 2015, des aménagements affectant une partie du site bâti ont été entrepris sans affichage de permis de construire et d'autorisation de son accès direct à la voirie,,.
À la page 38 du Plan Local d'Urbanisme, "Diagnostic et enjeux", la totalité cadastrale de l'ancien domaine des Capucins figure aussi dans la liste des sites archéologiques de Céret sous le no 66049023A, protection datée au 01/01/1943, en raison des "vestiges de la chapelle, du couvent et de l'exploitation agricole", dont le "début d'attribution chronologique" remonte à l'"Époque moderne", et la "fin d'attribution chronologique" à l'"Époque contemporaine".